# تینگی هاوس
تینگی هاوس (انگلیسی: Tingey House) به خانه ای تاریخی در محوطه نیروی دریایی واشینگتن در واشینگتن دی سی، ایالات متحده آمریکا اشاره دارد. این خانه در سال ۱۸۰۴ ساخته شد و به عنوان محل سکونت اولین فرمانده نیروی دریایی، توماس تینگی بود. امروزه از این خانه برای مراسم و پذیرایی‌های رسمی استفاده می‌شود.